# さいごのひ
「さいごのひ」は、スキマスイッチが2011年1月26日に発売した通算14枚目のシングル。初回生産限定盤・通常盤の2種同時発売で、初回盤のCDはBlu-spec CD仕様であるほか、DVDが付属されている。

## 収録曲
全作詞・作曲：スキマスイッチ
1. さいごのひ [6:15]
  - 2011上半期USENJ-POP 総合ランキングでは3位、2011USENJ-POP 年間総合ランキングでは5位にランクインしている[2][3]。
  - USENで好評であった一方で、歌詞が強烈であったことから2011年3月以降配信を停止していたことを後のインタビューで明かしている[4]。
  - 2人の人生観、愛情観、恋愛観、生きることと死ぬことまで含めた話をしながら制作された楽曲[5]。
  - この楽曲について大橋は「テーマが僕らの中で、今迄にない位に世界観が広くて深いし、メッセージ性も強い曲」「世の中に対する怒りを初めて書いた曲」「歌う時には覚悟がいる」と語っている[6][4]。
  - 後のインタビューで、実際に起こった事件をモチーフとしていることを明かしている[4]。
  - 20周年記念のベストアルバム『POPMAN'S WORLD -Second-』のDisc3「SNT selection」に収録されている。常田の選曲理由は「好きだから」[7]。
2. 電話キ [5:18]
  - 「ゴールデンタイムラバー」「アイスクリームシンドローム」に引き続き、インディーズ時代の楽曲のリメイクで、インディーズアルバム『10チャンネル』に収録。
  - リメイクにあたって、当時のデータが残っていなかったため、耳コピで制作したことを明かしている[8]。
  - 大橋があまり感情を込めずに歌っているが、「君にも電話で教えてあげよう」だけが上手く歌えず、そこのフレーズのみ常田が歌っている。
  - 『POPMAN'S WORLD -Second-』のDisc3「SNT selection」に収録されている。「シンタワールドが1番出ている曲」として選曲された[8]。
3. Human relations [8:59]
  - 幼なじみへの思いを綴ったポエトリーリーディングとなっている。
4. さいごのひ (backing track) [6:12]

## 初回特典DVD
1. 「さいごのひ」ビデオクリップ
2. Diary of Studio Works 2010.11.18 at San Siro st.
  - 楽曲が生まれる過程を無人カメラがとらえた、2人だけの楽曲制作の模様を収録。
  - 『musium』収録の『Andersen』の制作風景。

## 7inchアナログ盤
- 2011年にリリースした14thシングル「さいごのひ」のアナログ盤。
- 自身が立ち上げたアナログ専門レーベル「KU-KAN RECORDS」からの第五弾リリース作品[9]。
- 完全限定盤。
- 33回転仕様。
- 「ふれて未来を / 雨は止まない」、「ゴールデンタイムラバー / ためいき」との同時リリース。
- 2020年2月～9月にリリースされた全25タイトルの「特典引換券」を集めて送ることで7インチ収納BOXがプレゼントされる。

### 収録曲
全作詞・作曲：スキマスイッチ

#### SIDE A
1. さいごのひ

#### SIDE B
1. 電話キ

## ライブ映像作品
| 曲名            | 発売年 | 作品名                                                                                            |
| --------------- | ------ | ------------------------------------------------------------------------------------------------- |
| さいごのひ      | 2012年 | スキマスイッチ TOUR 2012 “musium” THE MOVIE                                                       |
| さいごのひ      | 2012年 | 「山崎まさよし スキマスイッチ 秦 基博 A Night With Strings 〜Featuring 服部隆之〜」 at 日本武道館 |
| さいごのひ      | 2014年 | スキマスイッチ 10th Anniversary Arena Tour 2013 “POPMAN'S WORLD”THE MOVIE                         |
| さいごのひ      | 2015年 | sukimaswitch official fan club DELUXE FAN CLUB EVENT TOUR 「V.I.P. Vol.2」                        |
| さいごのひ      | 2024年 | スキマスイッチ 20th Anniversary "POPMAN'S WORLD 2023 Premium" THE MOVIE 〜HOBO KANZENBAN〜        |
| 電話キ          | 2016年 | スキマスイッチ TOUR 2016 “POPMAN'S CARNIVAL” THE MOVIE                                            |
| Human relations | -      | -                                                                                                 |

## 収録アルバム
| 曲名            | 発売年 | 作品名                                                           | 分類         |
| --------------- | ------ | ---------------------------------------------------------------- | ------------ |
| さいごのひ      | 2011年 | musium                                                           | オリジナル   |
| さいごのひ      | 2011年 | iTunes LIVE                                                      | 配信・ライブ |
| さいごのひ      | 2012年 | スキマスイッチ TOUR 2012 "musium"                                | ライブ       |
| さいごのひ      | 2013年 | POPMAN'S WORLD〜All Time Best 2003-2013〜                        | ベスト       |
| さいごのひ      | 2014年 | スキマスイッチ 10th Anniversary Arena Tour 2013 “POPMAN'S WORLD” | ライブ       |
| さいごのひ      | 2023年 | POPMAN'S WORLD -Second-                                          | ベスト       |
| さいごのひ      | 2024年 | スキマスイッチ 20th Anniversary "POPMAN'S WORLD 2023 Premium"    |              |
| 電話キ          | 2000年 | 10チャンネル                                                     | インディーズ |
| 電話キ          | 2016年 | POPMAN'S ANOTHER WORLD                                           | ベスト       |
| 電話キ          | 2023年 | POPMAN'S WORLD -Second-                                          | ベスト       |
| Human relations | 2016年 | POPMAN'S ANOTHER WORLD                                           | ベスト       |